# Sursumura falcata
Sursumura falcata is een pissebed uit de familie Munnopsidae. De wetenschappelijke naam van de soort is voor het eerst geldig gepubliceerd in 1968 door George & Robert J. Menzies.